# 清水綾 (バレーボール)
清水 綾（しみず あや、1977年3月1日 - ）は、元バレーボール選手。

## 来歴
北海道上川郡下川町出身。家族は、両親と妹の4人家族。
旭川実業高等学校在学時には、ライトアタッカーとして、インターハイや春高バレーなど全国大会に出場。
1995年に東洋紡オーキスに入団。
下川町から初となる実業団選手として活躍。
1996年に現役を引退。

## 所属チーム
- 下川町立上名寄小学校
- 下川町立下川中学校
- 旭川実業高等学校
- 東洋紡オーキス（1995年-1996年）